# Frank Wörndl
Frank Wörndl (* 28. Juni 1959 in Sonthofen) ist ein ehemaliger deutscher Skirennläufer.

## Biografie
In seiner Karriere gewann Wörndl kein einziges Weltcuprennen. Doch 1987 in Crans-Montana wurde er Weltmeister im Slalom. Bei den Olympischen Spielen 1988 konnte er an den Erfolg anknüpfen, er gewann Silber im Slalom von Calgary, wobei er nach dem ersten Lauf sogar geführt hatte und nur um 0,06 s von Alberto Tomba geschlagen wurde. Seine Karriere schien bereits als 15-Jähriger zu Ende zu sein, als er nach einem FIS-Slalom übers Ziel auf einen Parkplatz schoss, in einen Pkw krachte und sich den linken Oberschenkel brach. Seitdem ist sein linkes Bein um fast 3 cm kürzer. Zwischen 1979 und 1985 gewann Wörndl fünf Deutsche Meisterschaften, davon vier im Slalom und eine im Riesenslalom.
Für den Gewinn der Silbermedaille bei den Olympischen Winterspielen 1988 erhielt er – wie alle deutschen Medaillengewinner – das Silberne Lorbeerblatt.
Nach seiner Laufbahn wurde Frank Wörndl Fernsehkommentator beim ZDF und bei Eurosport. Seit 2007 leitet er das Sportstudio Get Fit in Sonthofen. Im Winter 2011 kam sein Après-Ski-Hit Auf geht's – Skifahren ist Leidenschaft auf den Markt.